# Getzelau
Getzelau (auch Getzling) war ein zum Ende des Mittelalters wüst gefallenes Dorf südlich von Leipzig, dessen Gebiet später als Wüste Mark Getzelau bezeichnet wurde.

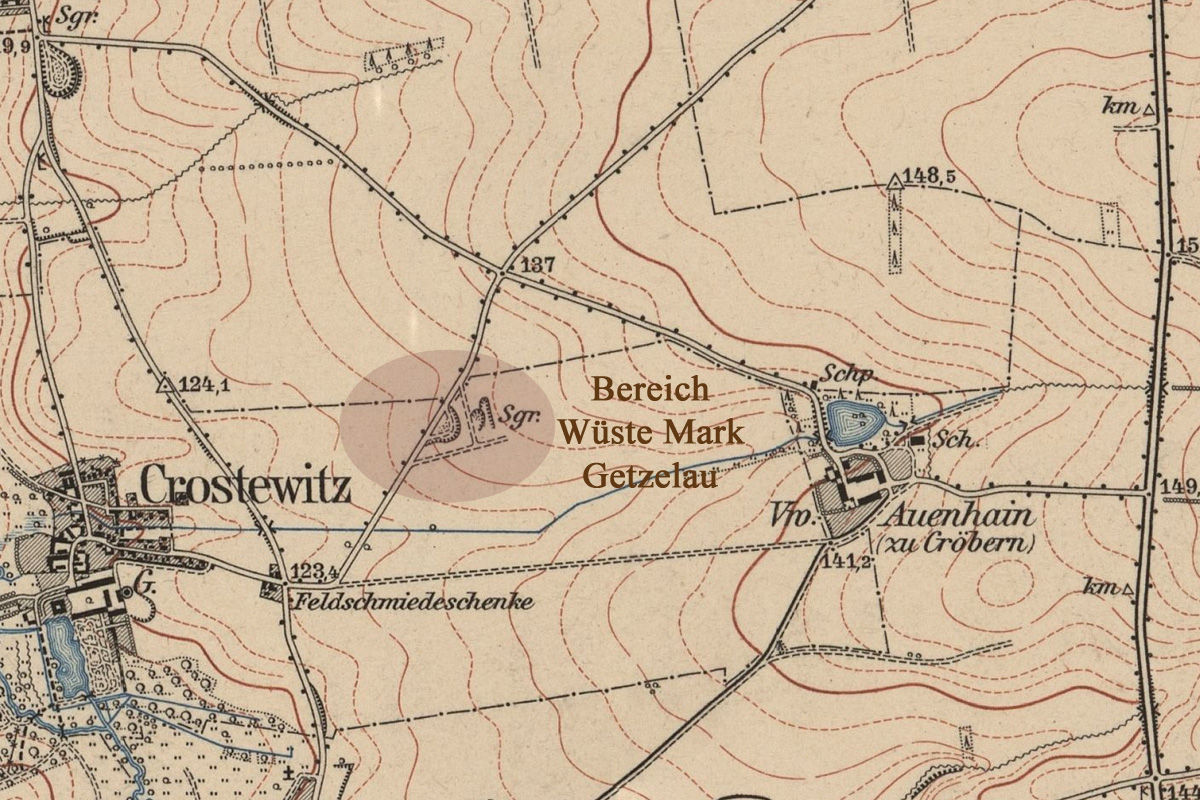
Lage der Wüsten Mark Getzelau, eingetragen auf einer Karte von 1907

## Lage
Die Wüste Mark Getzelau lag zwischen dem Vorwerk Auenhain und dem seit 1923 zu Cröbern gehörenden Dorf Crostewitz im Landkreis Leipzig. Das Gebiet fiel etwa 1978 dem Braunkohletagebau Espenhain zum Opfer. Heute befindet sich der Bereich innerhalb des Markkleeberger Sees, der nach der Flutung des Tagebaurestlochs entstand.

## Geschichte
Getzelau wurde erstmals 1213 als Geroldesdorp erwähnt. Grundherrschaftlich unterstand das Dorf dem Kloster St. Thomas zu Leipzig (1218). Für 1477 wird die Familie Pflugk als Grundherr genannt und zum Ende des 15. Jahrhunderts das Rittergut Markkleeberg. Inzwischen hieß das Dorf Getzling (1451). Aber bereits 1501 ist von einer „wusten margk genannt Getzelau“ die Rede. Warum das Dorf aufgegeben wurde, ist nicht bekannt.
1978 wurde das Gebiet in den Tagebau Espenhain einbezogen. Wegen der Verschwenkung des Tagebaus auf das Baufeld Ost im Jahre 1982 blieb dieser Bereich nach der Abbaggerung im Wesentlichen ohne Abraumverkippung, so dass nach Flutung des Restloches zum Markkleeberger See der Bereich der ehemaligen Wüstung Getzelau nahe dem Südufer des Sees von Wasser bedeckt ist.

## Getzelauer Insel

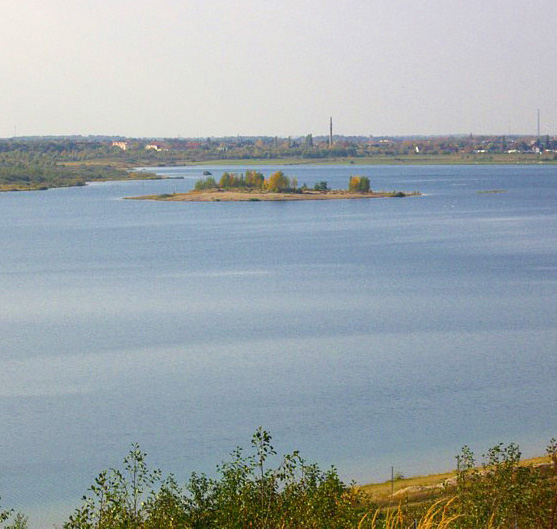
Die Getzelauer Insel (2008)

An der Stelle des ehemals westlichen Teils der Getzelauer Mark wurde ein Teil der Abraumaufschüttung bei der Flutung nicht vom Wasser bedeckt und ragt als eine kleine Insel aus dem See. Sie erhielt den Namen Getzelauer Insel. Vom westlichen Ufer des Sees ist sie etwa 130 Meter entfernt und besitzt eine Fläche von knapp 1,5 Hektar.
Obwohl anfangs kahler Abraumboden, hat sich die Natur der Insel weitgehend bemächtigt. Am auffälligsten sind die zahlreichen Birkenbäume. Die Insel gehört zum Vorranggebiet Natur und Landschaft im südlichen Ufer- und Seebereich. Gemäß einer Verordnung des Landkreises Leipzig von 2007 ist die Insel Bestandteil eines Verbotsgebietes, in dem das Baden und Bootfahren untersagt ist, aber nicht immer eingehalten wird.

## Heutige Bezüge
An Getzelau erinnern außer der Insel heute noch zwei Dinge:
- die Getzelauer Straße im Leipziger Ortsteil Dölitz-Dösen, die früher Grenzstraße hieß und die Grenze zwischen Dölitz und Dösen markierte und
- der Getzelauer Weg im Markkleeberger Ortsteil Markkleeberg-Ost zwischen der Wachauer und der Rilkestraße.